# Fiction Records
Fiction Records – wytwórnia płytowa założona w 1978 przez Chrisa Parry'ego jako wytwórnia podległa Polydorowi, dla której nagrywać miała grupa The Cure. Wytwórnia miała siedzibę na Charlotte Street w Londynie. Poza The Cure dla Fiction Records nagrywali Purple Hearts, Back to Zero, The Passions, Associates, Die_Warzau i Eat. Pierwszym "numerem 1" wytwórni był album Wish grupy The Cure, osiągając szczyt listy przebojów w Wielkiej Brytanii w 1992 r. Grupa The Cure opuściła wytwórnię w 2001, podpisując kontrakt z Geffen pod koniec tego samego roku.
Po kilkuletnim okresie uśpienia wytwórnia wznowiła działalność w 2004 r. Pierwszym wydawnictwem nowego Fiction Records był singiel "Run" grupy Snow Patrol (który osiągnął pozycję #5 na listach w Wielkiej Brytanii) i album Final Straw, który sprzedał się w liczbie ponad 2 milionów. Inni artyści nagrywający dla obecnego Fiction Records to Ian Brown, Yeah Yeah Yeahs, The Grates, Stephen Fretwell, The Maccabees, Kate Nash, Elbow, Delays i White Lies.